# Howardia silvestrii
Howardia silvestrii är en insektsart som beskrevs av Leonardi 1914. Howardia silvestrii ingår i släktet Howardia och familjen pansarsköldlöss.
Artens utbredningsområde är Guinea. Inga underarter finns listade i Catalogue of Life.